# (12524) Conscience
(12524) Conscience (1998 HG103) – planetoida z grupy pasa głównego asteroid okrążająca Słońce w ciągu 3,53 lat w średniej odległości 2,32 j.a. Odkryta 25 kwietnia 1998 roku.